# 朴聖洙
朴聖洙（韓語：박성수，1960年—），韓國電視劇導演。

## 作品列表

### 電視劇
- 1999年：MBC《美麗的陽光》
- 2001年：MBC《美味關係》
- 2002年：MBC《預約愛情》
- 2003年：MBC《跳躍的青春》
- 2005年：MBC《驛動的心》
- 2006年：MBC《流氓醫生》
- 2009年：MBC《向大地頭球》
- 2016年：MBC《火之女神井兒》

### 製作作品
- 2005年：MBC《秘密男女》
- 2007年：MBC《梅麗大邱攻防戰》
- 2007年：MBC《Ground Zero》
- 2011年：MBC《你真漂亮》
- 2011年：MBC《愛情萬萬歲》

## 外部連結
- NAVER